# بخش انابد
بخش اَنابَد یکی از بخش‌های شهرستان بردسکن در استان خراسان رضوی ایران است. این بخش همزمان با تأسیس شهرستان بردسکن در سال ۱۳۷۴ مورد تصویب قرار گرفت. این بخش از طرف شمال با شهرستان ششتمد و بخش روداب سبزوار از غرب و شمال‌غربی با بخش بیارجمند شاهرود، از جنوب با شهرستان عشق‌آباد، از شمال‌شرقی با بخش مرکزی شهرستان بردسکن و از جنوب‌شرقی با بخش شهرآباد بردسکن همجوار است.
با توجه به وجود موقوفه‌های زیاد از جمله موقوفه سوم شعبان که توسط مردم وقف آقا امام حسین که بعدها تحت کنترل آستان قدس رضوی قرار داده شده است، همچنین این ناحیه به عنوان دروازه ورودی جنوبغربی خراسان بزرگ محسوب می‌شود و هرسال میزبان هزاران زائر امام هشتم می‌باشد. مرقد مطهر امامزاده هاشم انابد میعادگاه عاشقان و قطب فرهنگی این شهر است.

## وجه تسمیه
در مورد وجه تسمیه انابد چند ددیگاه وجود دارد: اول اینکه این محل ابتدا به علت داشتن باغ‌های انار زیاد و مرغوب، انارآباد نام داشته است و به تدریج به انارباد-اناربد و انابد تبدیل شده است. نظر دیگر این است که این لفظ اشاره به‌آبادی دور است یعنی ابتدا «آن آبادی» بوده است و به تدریج آن آباد و اناباد و انابد شده است. نظر دیگر این است که ابتدا آن رباط (اشاره به کاروانسرا) بوده است که به مرور آنارباط-آناربط و انابط و انابت شده است.

## جمعیت
بنابر سرشماری مرکز آمار ایران، بخش انابد در سال ۱۳۹۵ دارای ۵٬۶۶۷ خانوار که جمعیت آن برابر با ۱۸٬۵۶۱ نفر بوده که از این تعداد ۹٬۳۸۷ نفر آن مرد و ۹٬۱۷۴ نفر زن است.
- آمار جمعیت بخش انابد به تفکیک:
  - شهر انابد دارای ۱۸۶۱ خانوار با جمعیت ۶۱۸۶ نفر که از این تعداد ۳۱۰۴ نفر مرد و ۳۰۸۲ نفر زن است.
  - دهستان صحرا دارای ۲۶۷۹ خانوار با جمعیت ۸۵۹۳ نفر، که از این تعداد ۴۳۰۷ نفر مرد و ۴۲۸۶ نفر زن است.
  - دهستان درونه دارای ۱۱۲۷ خانوار با جمعیت ۳۷۸۲ نفر که از این تعداد ۱۹۷۶ نفر مرد و ۱۸۰۶ نفر زن است.

## تقسیمات کشوری

تقسیمات کشوری در شهرستان بردسکن

بخش انابد از منظر تقسیمات شامل شهر انابد و دو دهستان صحرا و درونه می‌باشد.

### دهستان‌ها

#### دهستان درونه

##### روستاها
- اسماعیل‌آباد
- باقریه
- بالاجو
- چاه مجنگ
- چشمه سفید
- چشمه حاجی‌سلیمان
- چشمه معدن‌سیاه
- چشمه نی
- چشمه هادی
- حسین‌آبادمهلار سفلی
- حسین‌آبادمهلار علیا
- درونه
- دهن‌قلعه
- رسن
- ریزآب
- سرنخواب سفلی
- سنگ‌سفید
- سیناب
- شلاقه
- صالحیه
- علی‌پلنگ
- قاسم‌آباد
- کلاته‌برق علیا
- کلاته گزبلکی
- کلاته نجف
- محمدآباد
- محمدزورآب

#### دهستان صحرا

##### روستاها
- ابراهیم‌آباد
- اسلام‌آباد
- انصاریه
- باب‌الحکم
- برجک
- برناباد
- جوادیه
- چاه سلطان
- چاه محمدامین
- چاه موتور شماره ۷ دشت محمدخان
- چاه موتور شماره ۹ دشت محمدخان
- چاه موتور شماره ۱۱ دشت محمدخان
- چشمه چهل
- حطیطه
- خنجری
- دوغ‌آباد
- زمان‌آباد
- سیاه‌آب
- شریعت‌آباد
- شریف‌آباد
- صادقیه
- علی‌بیک
- فاطمیه
- فتح‌آباد
- کلاته جمعه
- مارندیز
- مظفرآباد
- ملک بابو
- هدف
- یحیی‌آباد

### مرکزیت
- انابد